# Црква Свете Марије Магдалине у Доњој Љубовиђи
Црква Свете Марије Магдалине у Доњој Љубовиђи, насељеном месту на територији општине Љубовија, припада Епархији шабачкој Српске православне цркве.
Темељи цркве посвећене Светој Марији Магдалини освештани су 27. маја 2012. године, од епископа шабачког Лаврентија.